# Бурганов, Рафис Тимерханович
Рафи́с Тимерха́нович Бурга́нов (тат. Рафис Тимерхан улы Борһанов; род. 17 августа 1961 года, Муслюмово, Татарская АССР, РСФСР, СССР) — ректор Поволжского государственного университета физической культуры, спорта и туризма (с 2020 года). Министр образования и науки Республики Татарстан (2017—2020), министр по делам молодежи, спорту и туризму Республики Татарстан (2010—2014). Доктор экономических наук (2023). Академик Международной академии холода (2012).

## Биография
Рафис Бурганов родился 17 августа 1961 года в селе Муслюмово Татарской АССР в семье Тимерхана Бурганова. В 1978 году с золотой медалью окончил Арскую среднюю школу № 1. В 1983 году он окончил Казанский сельскохозяйственный институт по специальности «инженер-механик». С 1983 года работал инженером Государственного комитета Татарской АССР по профтехобразованию. В 1983—1985 годах проходил службу в рядах Советской Армии. Вернувшись из армии, устроился на работу в научно-производственное объединение Казанского компрессорного завода («Казанькомпрессормаш»).
В 1985—1989 годах работал секретарем комитета комсомола НПО «Казанькомпрессормаш», вторым секретарем Казанского городского комитета ВЛКСМ.
В 1990 году окончил Казанский финансово-экономический институт по специальности «экономист».
С 1989 года по 1996 год работал на руководящих должностях в ОАО «Казанькомпрессормаш».
В 1996 году был назначен первым заместителем главы администрации города Казани. На этой должности работал до 1998 года.
С 1998 года по 1999 год — первый заместитель министра экономики и промышленности Республики Татарстан.
В 1999 году был назначен главой администрации Вахитовского района города Казани.
С 2005 по 2010 год — первый заместитель главы, руководитель исполнительного комитета муниципального образования города Казани.
В 2011 году прошёл профессиональную переподготовку по программе «Магистр государственно-общественного управления» в Федеральном государственном бюджетном образовательном учреждении «Российская академия народного хозяйства и государственной службы при Президенте Российской Федерации».
С 2010 года по 2014 год исполнял обязанности министра по делам молодежи, спорту и туризму Республики Татарстан.
С 2014 по 2017 год — председатель Комитета Государственного Совета Республики Татарстан по экономике, инвестициям и предпринимательству.
4 декабря 2017 года назначен исполняющим обязанности заместителя Премьер-министра Республики Татарстан — министра образования Республики Татарстан до согласования кандидатуры Государственным Советом РТ. 21 декабря 2017 года Госсовет РТ единогласно одобрил кандидатуру Рафиса Бурганова на должность заместителя Премьер-министра Республики Татарстан — министра образования и науки Республики Татарстан.
С 2020 года — первый вице-президент Российского студенческого спортивного союза.
17 сентября 2020 года стало известно, что Рафис Бурганов покидает пост министра образования и науки РТ. В тот же день был назначен исполняющим обязанности ректора Поволжской государственной академии физической культуры, спорта и туризма (которая была преобразована в Поволжский государственный университет физической культуры, спорта и туризма).
7 апреля 2023 года в завершении заседания ректоров Валерий Фальков торжественно вручил ректору Поволжского университета физической культуры, спорта и туризма Рафису Бурганову диплом доктора наук. Он успешно защитил докторскую диссертацию, и ему была присуждена ученая степень доктора экономических наук.

## Политическая позиция
6 марта 2022 года после вторжения России на Украину подписал письмо в поддержу действий президента Владимира Путина.

## Награды
- Орден Александра Невского (2020)
- Орден Почёта (2014)
- Орден Дружбы (2007)
- Почетный работник сферы образования Российской Федерации (2021)[13]
- Медаль «В память 300-летия Санкт-Петербурга» (2003)
- Медаль «В память 1000-летия Казани» (2005)
- Медаль «За заслуги в проведении Всероссийской переписи населения» (2003)
- Медаль Республики Татарстан «За доблестный труд» (2011)
- Почётная грамота Совета Федерации Российской Федерации (2016)
- Знак отличия «За труд и доблесть на благо Казани» (2009)
- Орден «Дуслык» (2024)[14]
- Медаль ордена «За заслуги перед Республикой Татарстан» (2020)[15]
- Внесен в «Книгу почета Казани» (2021)[16].

## Семья
Отец: Бурганов Тимерхан Бурганович (1925—2004);
Мать: Бурганова Асия Зямиловна (1928 г.р.);
Жена: Бурганова Светлана Игоревна (1965 г.р.).
Дети:
- дочь Алия Рафисовна (род. 1989);
- сын Айрат Рафисович (род. 1990)